# Родье, Виталь
Виталь Родье (фр. Vital Rodier; 25 мая 1839, Шамбон-сюр-Долор — 20 ноября 1904, Миссергин, Оран, Алжир), в монашестве брат Мари-Клеман, обычно называемый братом Клеманом, — французский католический монах. Родился 25 мая 1839 года в деревушке Мальвьей, в коммуне Шамбон-сюр-Долор в Пюи-де-Дом, и скончался 20 ноября 1904 года в Миссергине, Алжир.
Он принадлежал к братству Благовещения Богоматери в Миссергине, прежде чем стать миссионером Конгрегации Святого Духа в Северной Африке. Он известен тем, что вывел сорт цитрусового, который в его честь назвал клементином ботаник Луи Шарль Трабю.

## Биография
Виталь Родье родился в семье Жана Родье (1811—1887) и Жаклин Коммуналь (1809—1896). В возрасте тридцати лет он вступил в орден картезианцев в монастыре Вальбонн Шартрёз, в котором один из его дядей был приором. Но через два года ушёл из ордена по состоянию здоровья. После чего он выехал в Алжир вместе с дядей по отцовской линии, Андре Родье, и вошёл в монашескую общину, которая обслуживала приют, созданный в 1849 году в Миссергине, находящемся в 21 километре к юго-западу от Орана .
По указанию епархии Орана, приют был размещён на ферме с земельным участком в несколько сотен гектаров. На ферме было много мастерских для обучения детей-сирот. Виталь Родье поступил на послушание 31 мая 1859 года, и стал монахом 13 ноября 1866 года, приняв имя брата Мари-Клемана. Чаще всего его называли братом Клеманом. Он стал садовником и взял на себя заботу о деревьях и растениях, произроставших в приюте. Здесь он разбил виноградник площадью 35 гектаров, создал розарий, в котором было собрано шестьсот сортов роз, а также питомник площадью около двадцати гектаров, в котором выращивались различные виды деревьев и кустарников, характерных для данного региона. Благодаря ему в Алжир были завезены нескольких сотен видов лесных, фруктовых или декоративных деревьев. Брат Клеман экспериментировал с прививками различных сортов растений, а также проводил в течение почти 40 лет ежедневную запись средней температуры и количества осадков.

### Выведение нового сорта цитруса
Обычно брату Клеману приписывают выведение нового сорта цитруса, который впоследствии был назван его именем, клементином. Первоначально это растение было названо «mandarinette»(мандаринка). При этом происхождение упомянутого растения точно не известно и на этот счёт имеются различные версии, монашеская и научная. Известно, что этот плод был выведен между 1892 и 1900 годами. Ботаники узнали о существовании плода, когда брат Клеман его уже использовал. По словам ботаника доктора Луи Шарля Трабю, который был председателем Алжирского общества садоводов, регулярно навещал брата Клемана и следил за его экспериментами, тот случайно получил гибрид мандарина и померанца сорта Гранито . По другому мнению, брат Клеман случайно обнаружил дерево, плодоносившее на несколько недель раньше, чем обычный мандарин, который подавали на стол воспитанникам приюта.
После отчета доктора Трабю, высоко оценившего клементину, Алжирское общество садоводов наградило растение большой золотой медалью. Но от каких растений произошла клементина не известно. По-видимому они уже не существуют. Исследования хромосом клементины, проведенное в 2002 году учёными из Национального института сельскохозяйственных исследований на Корсике показали, что клементина является естественным гибридом мандарина обыкновенного и сладкого апельсина.

### Переход в другую общину и кончина
После смерти основателя приюта отца Абрама, произшедшей в 1892 году, приют столкнулся с большими финансовыми трудностями. Поэтому по решению настоятеля Конгрегации Святого Духа в 1901 году большинство работников приюта отца Абрама присоединились к Конгрегации Святого Духа. Вместе со всеми брат Клеман прошёл срок послушничества в Миссергине, и с 15 июня 1902 года стал монахом в новой общине. 20 ноября 1904 года он скончался и был похоронен в Миссергине. После обретения Алжиром независимости и ухода оттуда французов, могила брата Клемана, как и могилы других братьев, была сровнена с землей и засажена травой, а приют был национализирован. Останки брата Клемана были перенесены в склеп монастыря сестер тринитариев.